# VLEGA Gaúcho
A Viatura Leve de Emprego Geral Aerotransportável (batizada de Gaúcho) é o projeto inicial do Intercâmbio Científico e Tecnológico entre os exércitos do Brasil e da Argentina sendo uma viatura protótipo de uma viatura militar para uso por tropas aerotransportadas.

## O Intercâmbio Científico e Tecnológico
Esse intercâmbio implementa efetivamente o Acordo de Cooperação Científica e Tecnológica firmado entre os governos da República Argentina e da República Federativa do Brasil em 17 de maio de 1996.

## O Projeto
O projeto teve início em abril de 2004, quando foram acordados os sessenta requisitos Técnico-Operacionais a que a viatura deveria atender de acordo com os dois exércitos.
No dia 16 de junho de 2005, chegou ao Brasil, O protótipo semi-montado, para a conclusão dos trabalhos que foram realizados nas oficinas do Arsenal de Guerra do Rio de Janeiro.
No Brasil o projeto vem sendo conduzido pelo Centro Tecnológico do Exército (CTEx) e, na Argentina, pela Dirección de Investigación Desarrollo y Producción do Exército (DIDEP).

## O Protótipo
Trata-se de uma viatura versátil, podendo até ter uso no civil, que será utilizada principalmente por unidades aeromóveis, uma vez que sua concepção permite que as viaturas sejam empilhadas e transportadas em aeronaves do tipo C-130.
Possui suspensão independente, de grande curso, nas 4 rodas e tração 4x4, um potente motor, que permite elevada mobilidade tática em qualquer terreno. A viatura foi concebida para cumprir missões de suprimento, transporte de material, evacuação de feridos, lançamento de fios, reconhecimento, comando e controle, nas operações aeroterrestres e em situações especiais. 

### Dimensões
- Largura: 2,15 m
- Comprimento: 4,15 m
- Altura: 1,85 m
- Distância entre eixos: 2,80 m
- Bitola: 1,83 m
- Vão livre: 0,42 m
- Ângulo de entrada: 50º
- Ângulo de saída: 40º

### Performance
- Vel. máxima: 120 km/h
- Rampa longitudinal: 60º
- Rampa lateral: 40º
- Transposição de vau: 0,52m
- Obstáculo vertical:  0,36 m
- Guarnição: 3 ou 4 tripulantes
- Armamento: Metralhadora 7,62 mm FN MAG
- Capacidade de carga:  600 kg